# Carlos Vera
Carlos Vera (Junín, 1976. június 25. –) ecuadori nemzetközi labdarúgó-játékvezető.

## Pályafutása

### Nemzetközi játékvezetés
Az Ecuadori labdarúgó-szövetség Játékvezető Bizottsága (JB) terjesztette fel nemzetközi játékvezetőnek, a Nemzetközi Labdarúgó-szövetség (FIFA) 2006-tól tartotta nyilván bírói keretében. Több nemzetek közötti válogatott és klubmérkőzést vezetett. FIFA JB besorolás szerint elit kategóriás bíró.

#### Világbajnokság
A világbajnoki döntőhöz vezető úton Dél-Afrikába a XIX., a 2010-es labdarúgó-világbajnokságra és Brazíliába a XX., a 2014-es labdarúgó-világbajnokságra a FIFA JB bíróként alkalmazta. 2012-ben a FIFA JB bejelentette, hogy a brazil labdarúgó-világbajnokság lehetséges játékvezetőinek átmeneti listájára jelölte. Selejtező mérkőzéseket Dél-Amerikában a CONMEBOL zónában vezetett.

##### 2010-es labdarúgó-világbajnokság

###### Selejtező mérkőzés
| Időpont             | Helyszín                           | Mérkőzés típusa            | Mérkőzés          | Eredmény | Nézők száma |
| ------------------- | ---------------------------------- | -------------------------- | ----------------- | -------- | ----------- |
| 2009. június 6.     | Hernando Siles Stadion, La Paz     | előselejtező (13. forduló) | Bolívia–Venezuela | 0 : 1    | 23 427      |
| 2009. szeptember 9. | Luis Ramos Stadion, Puerto la Cruz | előselejtező (16. forduló) | Venezuela–Peru    | 3 : 1    | 31 703      |

##### 2014-es labdarúgó-világbajnokság

###### Selejtező mérkőzés
| Időpont            | Helyszín                                                  | Mérkőzés típusa           | Mérkőzés          | Eredmény | Nézők száma |
| ------------------ | --------------------------------------------------------- | ------------------------- | ----------------- | -------- | ----------- |
| 2011. november 11. | Monumental Stadion, Buenos Aires                          | előselejtező (3. forduló) | Argentína–Bolívia | 1 : 1    | 27 592      |
| 2012. október 12.  | Hernando Siles Stadion, La Paz                            | előselejtező (4. csoport) | Bolívia–Peru      | 1 : 1    | 36 500      |
| 2013. március 22.  | Metropolitano Roberto Meléndez Stadion, Barranquilla      | 11. forduló               | Kolumbia–Bolívia  | 5 – 0    | 40 478      |
| 2013. október 11.  | Monumental Antonio Vespucio Liberti Stadion, Buenos Aires | 17. forduló               | Argentína–Peru    | 3 – 1    | 7142        |

###### Világbajnoki mérkőzés
| Időpont          | Helyszín                    | Mérkőzés típusa        | Mérkőzés                     | Eredmény | Nézők száma |
| ---------------- | --------------------------- | ---------------------- | ---------------------------- | -------- | ----------- |
| 2014. június 16. | Baixada Stadion, Curitiba   | selejtező (F. csoport) | Irán–Nigéria                 | 0 – 0    | 39 081      |
| 2014. június 24. | Castelão Stadion, Fortaleza | selejtező (C. csoport) | Görögország–Elefántcsontpart | 2 – 1    | 59 095      |

---
Törökország rendezte a 19., a 2013-as U20-as labdarúgó-világbajnokságot, ahol a FIFA JB bírói szolgálatra alkalmazta.
| Időpont          | Helyszín                              | Mérkőzés típusa        | Mérkőzés                                | Eredmény | Nézők száma |
| ---------------- | ------------------------------------- | ---------------------- | --------------------------------------- | -------- | ----------- |
| 2013. június 24. | Türk Telekom Arena Stadion, Isztambul | selejtező (A. csoport) | Franciaország–Amerikai Egyesült Államok | 1 – 1    | 4120        |
| 2013. július 3.  | Kadir Has Stadion, Kayseri            | egyik nyolcaddöntő     | Portugália–Ghána                        | 2 – 3    | 4977        |

#### Amerika Kupa
Argentína rendezte a 43., a 2011-es Copa América labdarúgó tornát, ahol a CONMEBOL JB játékvezetőként foglalkoztatta.
| Időpont          | Helyszín                                    | Mérkőzés típusa        | Mérkőzés           | Eredmény | Nézők száma |
| ---------------- | ------------------------------------------- | ---------------------- | ------------------ | -------- | ----------- |
| 2011. július 7.  | Augusztus 23., Stadion, San Salvador        | selejtező (A. csoport) | Bolívia–Costa Rica | 0 : 2    | 23 000      |
| 2011. július 17. | San Juan del Bicentenario Stadion, San Juan | egyik negyeddöntő      | Chile–Venezuela    | 1 : 2    | 20 000      |

##### Nemzetközi kupamérkőzések
Vezetett Kupa-döntők száma: 1.

##### Klubvilágbajnokság
Japán rendezte a 9., 2012-es FIFA-klubvilágbajnokságot, ahol a FIFA JB bíróként foglalkoztatta. 
| Időpont            | Helyszín                     | Mérkőzés típusa   | Mérkőzés                                               | Eredmény | Nézők száma |
| ------------------ | ---------------------------- | ----------------- | ------------------------------------------------------ | -------- | ----------- |
| 2012. december 9.  | Tojota Stadion, Tojota       | egyik negyeddöntő | Sanfrecce Hirosima (japán)–al-Ahli (Kairó) (egyiptomi) | 1 – 2    | 27 314      |
| 2012. december 13. | Nemzetközi Stadion, Jokohama | egyik elődöntő    | CF Monterrey (mexikói)–Chelsea FC                      | 1 – 3    | 36 648      |